# Noosha Fox
Noosha Fox (* 8. Dezember 1944 in Brisbane als Susan Traynor) ist eine australisch-britische Sängerin. Sie wurde bekannt als Leadsängerin der Pop-Band Fox, welche 1975 hohe Chart-Positionen in Großbritannien erreichte und drei Chart-Platzierungen in Deutschland (darunter einmal Platz 2) sowie eine in Österreich hatte. In der Schweiz erreichte die Gruppe sogar die Spitzenposition. Als Solistin hatte sie einen Erfolg mit dem Song „Georgina Bailey“ (Platz 31 in den britischen Charts).

## Karriere
Sie begann ihre musikalische Karriere in Sydney bei der Folk Rockband „Wooden Horse“, welche 1970 nach England umsiedelte und dort zwei Langspielplatten veröffentlichten. Nachdem die Band sich trennte, arbeitete sie als Backgroundsängerin für das Soloalbum Last Stage For Silverworld des US-amerikanischen Sängers und Songwriters Kenny Young.
Sie trat dann der jungen Formation Fox bei, gegründet vom jungen nordirischen Singer-Songwriter Herbie Armstrong. Sie nahm den Künstlernamen Noosha an, folgend einem Anagramm ihres Vornamens Susan („nussa“), und trug bei ihren Auftritten Kleider und Accessoires im Stile der 1920er und 1930er Jahre. Zusammen mit Fox erreichte Frontfrau Noosha drei Top 20 Hits in den UK Singles Charts: 1975 „Only You Can“ und „Imagine Me, Imagine You“ und „S-S-S-Single Bed“ 1976. Nach ihrem vierten Album Blue Hotel verließ Noosha Fox die Gruppe, um eine Solokarriere anzustreben. Ihre erste Single „Georgina Bailey“, geschrieben und produziert von Kenny Young, erreichte 1977 kurzzeitig die Top 40 der UK Singles Chart (Platz 31).
1979 führte Noosha Fox ihre Solokarriere mit der Aufnahme „The Heat Is On“ (geschrieben von Florrie Palmer und Tony Ashton, erschienen auf Chrysalis Records) fort. Ein Erfolg war ihr nicht beschieden, jedoch wurde vier Jahre später eine Version dieses Songs, aufgenommen von der Sängerin der schwedischen Gruppe ABBA, Agnetha Fältskog, ein Hit. Noosha Fox sang die Background Vocals für die Lieder „Perfect Strangers“ und „Havana Moon“ auf dem Album Tim Renwick des gleichnamigen britischen Sängers.
Verschiedenen Singleveröffentlichungen von Noosha Fox in den frühen 1980er Jahren war kein Erfolg beschieden und sie zog sich aus dem Musikbusiness zurück.
2007 berichtete BBC Radio 4 in seiner Sendung The Music Group, dass Noosha Fox ein Soloalbum der Richtung Electropop aufnehmen wolle, jedoch wurde es bislang noch nicht veröffentlicht.
Noosha Fox, mit einem geheimnisvollen Image nach dem Vorbild von Marlene Dietrich, stets blassem Teint und in lange, elegante Kleider gehüllt, trug die von ihr gesungenen Lieder mit leichter Exaltiertheit und nasaler Stimme vor. Sie schrieb zwar keine eigenen Lieder, aber ihre Bühnendarstellung soll andere Künstlerinnen wie Kate Bush und Alison Goldfrapp beeinflusst haben.

## Persönliches
Fox ist seit 1973 mit dem Arzt Michael Goldacre, einem Urenkel des australischen Politikers Henry Parkes, verheiratet. Sie heirateten auf einem Standesamt in London-Wandsworth und haben vier Kinder, darunter der britische Mediziner und Autor Ben Goldacre. Der bekannte Wissenschaftsjournalist des The Guardian eröffnete zu Beginn 2011 auf Twitter seinem staunenden Followern, dass die in den 1970er Jahren erfolgreiche Popsängerin Noosha Fox seine Mutter sei.

## Diskografie
Singles
- 1977: Georgina Bailey / Pretty Boy
- 1979: The Heat Is On / Some Enchanted Evening
- 1979: Skin Tight / Miss You
- 1981: More Than Molecules / Odd Peculiar Strange
- 1981: Hot As Sun / The Cheapest Night